# Babax
Babax là một chi chim trong họ Leiothrichidae.